# 维梅鲁之战
维梅鲁之战（法語：Bataille de Vimeiro）发生于1808年8月21日。此役中，阿瑟·韦尔斯利将军（后来的威灵顿公爵）麾下的英军士兵击败了讓-安多什·朱諾指挥的法军部队。此役发生在里斯本附近的维梅鲁村，属于半岛战争葡萄牙战事的一部分。这场战役结束了法国对葡萄牙的第一次入侵。
罗利萨之战四天后，韦尔斯利的军队在维梅鲁村附近遭到朱诺将军率领的法国军队的袭击。这场战斗以机动战斗开始，法国军队于战斗开始时试图包抄英军的左翼，但韦尔斯利重新部署了他的军队以应对法军的进攻。与此同时，朱诺派出了两个中央纵队，但这些纵队被英军先锋部队的齐射逼退了。不久之后，法军的侧翼进攻被击退，朱诺向托雷斯韦德拉什撤退，法军损失了约2000人和13门大炮，相比之下，英葡联军损失了700人。战后联军没有尝试追击，因为韦尔斯利的指挥权被两名资深的军官哈里·伯拉德爵士和休·达尔林普尔爵士取代。

## 序幕
罗利萨之战之后，韦尔斯利在维梅鲁附近建立了一个阵地。通过控制村庄和西边的一些山脊，英军得以在西边稍远的马塞拉湾占领了一个滩头阵地。由于他的大部分援军已于8月20日抵达，韦尔斯利计划向里斯本推进。英军的八个独立步兵旅构成了韦尔斯利部队的核心。他的部队还有17门大炮、240名轻骑兵和约2,000名葡萄牙士兵，合计有20,000人。
朱诺将麾下的14,000名士兵分为两个步兵师和一个骑兵师，此外，弗朗索瓦·艾蒂安·德·凯勒曼将军还有一个由4个混成掷弹兵营组成的2,100人预备队。法军的部队还有23门火炮。
韦尔斯利将两个旅部署在维梅鲁的前线阵地。起初，英军剩下的五个旅只控制了西部山脊。朱诺计划派出三个步兵旅去占领维梅鲁，而另一个旅和一些龙骑兵则展开侧翼机动，以占领村庄东北部的一个空山脊。韦尔斯利察觉到法军的举动，将三个旅转移到东北山脊。朱诺此时意识到英国军队占领了山脊，于是派另一个旅协助进攻，并决定立即向维梅鲁发起进攻，而不是等待他的侧翼部队完成机动。

## 战斗

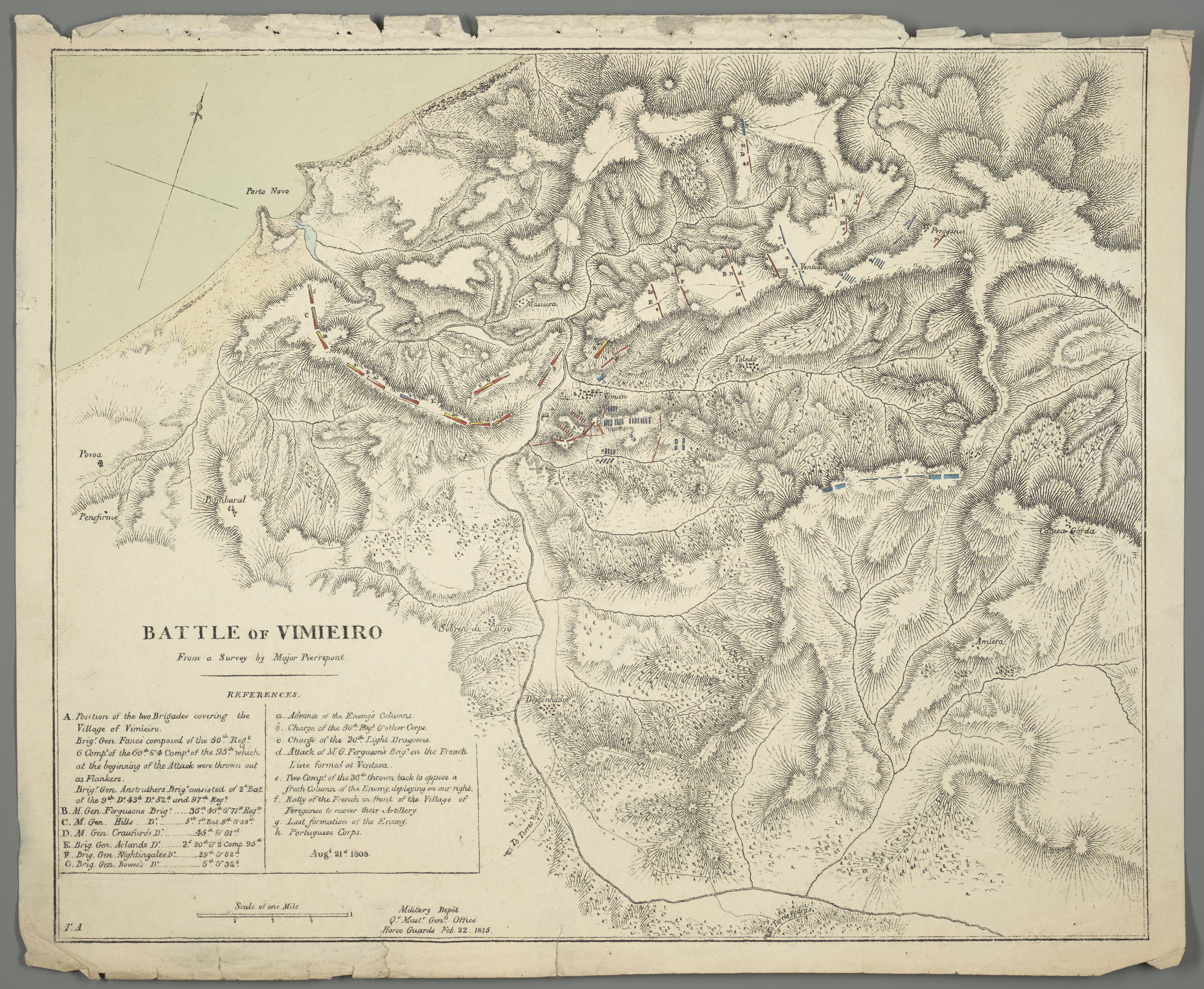
维梅鲁之战

第一个由120名士兵组成的法军纵队向英军阵地前进，其他连队都排在第一连队的后面。按照法军的教义，一旦发现敌人的主要阵地，各连就会向左或向右脱离，形成一条纵横。另一方面，法军指挥官经常在纵队时完全依靠散兵和大炮提供火力支援。
为了对抗法国的散兵，英军派出了四个步兵连。这些人的数量超过并战胜了法国散兵，后者退回到纵队的两侧。由于进攻顺序被打乱且英军的炮火更加猛烈，法军步兵向后方逃窜，留下他们的三门大炮被英军缴获。
不久之后，法军的另一个旅被英军从侧翼包围了。由于无法有效应对毁灭性的英军齐射，法军的阵型被打乱并开始逃窜。看到战况不利后，朱诺将他的掷弹兵预备队投入了进攻。法军的两个掷弹兵营成功闯入维梅罗，但被英军的反击击退。英军追击的龙骑兵部队很快就追上了撤退的掷弹兵并将他们击溃。英国骑兵们对他们轻松的胜利感到兴奋，开始失控地冲锋，并很快就遇到了法军骑兵师，随后被击溃。英军龙骑兵指挥官被杀，整支部队损失了大约四分之一的人。法军的最后一个步兵旅由于绕路，导致还没来得及部署，就冲进了两个英军步兵旅的齐射火力中。法军在交火中损失惨重被迫撤离。
法军由安托万·弗朗索瓦·布勒尼耶·德·蒙莫朗将军指挥的旅顺着战斗的声音前进。起初，法军迅速击退了两个英军步兵营。在短暂的胜利后，法军在纵队中推进，但很快就集结完成的英军部队。三个英军营的齐射火力很快击溃了布勒尼耶的士兵。布勒尼耶将军在这次袭击中受伤并被英国人俘虏。

## 后果
在法国战败后，英国人给了法国人慷慨的条件。根据辛特拉公约的条款，英国海军将战败的法国军队连同战利品、枪支和装备运回法国。辛特拉公约在英国引起了强烈抗议。强烈反对该协议的韦尔斯利在战后接管了在葡萄牙和西班牙的英军部队。

## 脚注
1. 1 2 3 4 5  Bodart 1908，第389頁.
2. 1 2 3 4  Fletcher 2006，第1055頁.
3. 1 2 3  Fletcher 2006，第1058頁.
4. ↑  Weigley 2004，第411頁.
5. 1 2 3 4 5 6 7  Esdaile 2003，第99–101頁.
6. 1 2 3 4 5 6 7  Southey 1828b，第206–220頁.
7. 1 2 3  Southey 1828b，第201–205頁.
8. ↑  Burnham 2019.
9. ↑  Cribb 2020.

## 延伸阅读
- Weller, Jac. . London: Nicholas Vane. 1969  [2022-03-08]. （原始内容存档于2022-03-13）.